# Nozaki Masaya
Nozaki Masaya (野崎 雅也 Nozaki Masaya, sinh ngày 3 tháng 8 năm 1993) là một cầu thủ bóng đá người Nhật Bản thi đấu cho ReinMeer Aomori.

## Thống kê sự nghiệp
Cập nhật đến ngày 8 tháng 3 năm 2018.
| Câu lạc bộ         | Mùa giải | Giải vô địch | Giải vô địch | Cúp Hoàng đế Nhật Bản | Cúp Hoàng đế Nhật Bản | J. League Cup | J. League Cup | Tổng    | Tổng      |
| Câu lạc bộ         | Mùa giải | Số trận      | Bàn thắng    | Số trận               | Bàn thắng             | Số trận       | Bàn thắng     | Số trận | Bàn thắng |
| ------------------ | -------- | ------------ | ------------ | --------------------- | --------------------- | ------------- | ------------- | ------- | --------- |
| Urawa Red Diamonds | 2011     | 0            | 0            | 1                     | 0                     | 0             | 0             | 1       | 0         |
| Urawa Red Diamonds | 2012     | 0            | 0            | 0                     | 0                     | 0             | 0             | 0       | 0         |
| Urawa Red Diamonds | 2013     | 0            | 0            | 2                     | 0                     | 0             | 0             | 2       | 0         |
| Avispa Fukuoka     | 2014     | 0            | 0            | 1                     | 0                     | -             | -             | 1       | 0         |
| Gainare Tottori    | 2015     | 8            | 0            | 2                     | 0                     | -             | -             | 10      | 0         |
| YSCC Yokohama      | 2016     | 28           | 0            | -                     | -                     | -             | -             | 28      | 0         |
| Nagano Parceiro    | 2017     | 0            | 0            | 2                     | 0                     | -             | -             | 2       | 0         |
| Tổng               | Tổng     | 36           | 0            | 8                     | 0                     | 0             | 0             | 44      | 0         |